# 合取的交换律
合取的交换律(英語：Commutativity of conjunction)是命题逻辑中一种有效的论证形式和真值函数重言式。它被认为是经典逻辑的一个定律。原则是逻辑合取的连词(conjuncts)可以相互交换位置，同时保留命题结果的真值。

合取的交换律可以用符号表示为：
{\displaystyle (P\land Q)\vdash (Q\land P)}
和
{\displaystyle (Q\land P)\vdash (P\land Q)}

## 外部連結
- History of Logic in Relationship to Ontology （页面存档备份，存于） Annotated bibliography on the history of logic